# Pacific Rim
Pacific Rim är en amerikansk action-science-fictionfilm från 2013 i regi av Guillermo del Toro. Filmen tar inspiration från asiatiska monsterfilmer, som Godzilla och Ultraman.
Filmen hade biopremiär i Sverige den 2 augusti 2013.

## Rollista
- Charlie Hunnam – Raleigh Becket
- Idris Elba – Stacker Pentecost
- Rinko Kikuchi – Mako Mori
- Charlie Day – Dr. Newton Geiszler
- Max Martini – Herc Hansen
- Ron Perlman – Hannibal Chau
- Robert Kazinsky – Chuck Hansen
- Clifton Collins, Jr. – Ops Tendo Choi
- Burn Gorman – Dr. Hermann Gottlieb
- Diego Klattenhoff – Yancy Becket
- Ellen McLain – Gipsy Danger AI
- Santiago Segura – Chaus medhjälpare
- Larry Joe Campbell – Byggarbetare